# Daemonorops aurea
Daemonorops aurea là loài thực vật có hoa thuộc họ Arecaceae. Loài này được Renuka & Vijayak. mô tả khoa học đầu tiên năm 1994.